# Brooklyn Secret
Pour les articles homonymes, voir Lingua franca (homonymie).
Pour plus de détails, voir Fiche technique et Distribution.
Brooklyn Secret (titre original : Lingua Franca) est un film américano-philippin réalisé par Isabel Sandoval et sorti en 2019.

## Synopsis
Olivia est une ressortissante philippine qui vit clandestinement à Brooklyn, terrorisée à l'idée que les agents de l'immigration de l'Amérique de Trump ne l'arrête. Elle cherche un mari pour obtenir sa Green Card. Elle s'occupe d'une vieille femme appartenant à la communauté juive de Brighton Beach, Olga. Le petit fils de celle-ci, Alex, a une relation amoureuse avec Olivia. Mais celle-ci se complique lorsque le jeune homme apprend qu'Olivia est transgenre...

## Fiche technique
- Titre : Brooklyn Secret
- Titre original : Lingua Franca
- Réalisation et scénario : Isabel Sandoval
- Photographie : Isaac Banks
- Musique : Teresa Barrozo
- Société de production : Lingua Franca LLC
- Société de distribution : JHR Films
- Pays de production :  États-Unis,  Philippines
- Durée : 90 minutes
- Dates de sortie :
  - France : 24 novembre 2019 (présentation au festival Chéries-Chéris), 1er juillet 2020 (sortie nationale)

## Distribution
- Isabel Sandoval : Olivia
- Lynn Cohen : Olga
- Eamon Farren : Alex
- Ivory Aquino : Trixie
- P.J. Boudousqué : Andrei
- Lev Gorn : Murray

## Distinctions
- Festival Chéries-Chéris 2019 : Grand Prix[1].
- Queer Lisboa 2019 : Meilleur film

## Autour du film
- La réalisatrice Isabel Sandoval a des points communs avec Olivia, qu'elle incarne d'ailleurs à l'écran, même si elle n'a pas eu le même parcours... elle est originaire des Philippines, est transgenre, habite Brooklyn [2] .
- Le secteur où se déroule l'action, le paysage urbain rappellent celui de certains films de James Gray comme Little Odessa ou Two Lovers. Le réalisateur américain est manifestement une source d'inspiration pour Isabel Sandoval [3].
- Le titre original du film est Lingua Franca. Enrique Seknadje écrit à ce propos :  "Le titre original, moins accrocheur que celui qui a été choisi pour la France, est Lingua Franca. Ici, un sabir – langagier et infra-langagier – qui permet à Alex et à Olivia de communiquer… mais pas de se comprendre de manière franche" [4].